# Grand Blanc (Michigan)
Cet article concerne une ville américaine. Pour le requin, voir Grand requin blanc. Pour le groupe de musique, voir Grand Blanc (groupe de musique).
Grand Blanc est une ville située dans l’État du Michigan, dans le comté de Genesee, aux États-Unis. Elle est une banlieue de la ville de Flint. Lors du recensement de 2000, sa population s’élevait à 8 242 habitants.

## Géographie
Selon le Bureau du recensement des États-Unis, la ville a une superficie totale de 3,63 milles carrés (9,40 km2), dont 3,61 milles carrés (9,35 km2) de terre et 0,05 mètres carrés (0,02 mi2)[à vérifier] d'eau.

## Source
- (en) Cet article est partiellement ou en totalité issu de l’article de Wikipédia en anglais intitulé « Grand Blanc, Michigan » (voir la liste des auteurs).